# مانويل لوزانو غاريدو
مانويل لوزانو غاريدو (بالإسبانية: Manuel Lozano Garrido)‏ هو صحفي إسباني، ولد في 1920 في ليناريس في إسبانيا، وتوفي بنفس المكان في 1971.